# Windows Anytime Upgrade
Windows Anytime Upgrade è un componente fuori produzione di Windows Vista e Windows 7 che consentiva agli utenti di aggiornare le proprie edizioni di Windows (ad es. da Home Basic a Ultimate). Anche il prezzo degli aggiornamenti acquistati tramite Anytime Upgrade era ridotto rispetto a quello tradizionale al dettaglio. In Windows 8 e Windows 8.1, la funzionalità è stata rinominata come Aggiungi funzionalità a Windows e viene utilizzata per acquistare una licenza di aggiornamento all'edizione Pro del sistema operativo o per aggiungere Windows Media Center a un'installazione dell'edizione Pro già esistente. Tuttavia, il supporto per questa funzionalità in Windows 8 e Windows 8.1 è stato eliminato il 31 ottobre 2015.

## Storia

Una versione preliminare di Anytime Upgrade in Windows Vista versione 4093

Windows Anytime Upgrade era in sviluppo prima del secondo sviluppo di Windows Vista, quindi conosciuto con il suo nome in codice "Longhorn". Una versione preliminare della funzione può essere vista nella build 4093.
Il 26 febbraio 2006, Microsoft annunciò le edizioni di Windows Vista da rilasciare ai produttori di apparecchiature originali e al dettaglio (OEM). Dopo questo annuncio, varie aziende collegate alla tecnologia hanno riferito che Anytime Upgrade avrebbe consentito agli utenti di eseguire l'aggiornamento alle edizioni successive.

## Panoramica

### Versione di Windows Vista
Tutte le edizioni di Windows Vista, esclusa quella Enterprise, sono archiviate sullo stesso supporto ottico OEM e al dettaglio: una chiave di licenza per l'edizione acquistata determina quale versione è idonea per essere installata. Quando è stato annunciato, Anytime Upgrade ha consentito agli utenti di acquistare una licenza digitale da un commerciante online per aggiornare la propria versione di Windows Vista. Una volta acquistata la licenza, la licenza del prodotto, la fatturazione e le altre informazioni dell'utente saranno archiviate in un armadietto digitale di un utente presso la piattaforma di distribuzione digitale di Windows Marketplace; ciò consentirebbe a un utente di conservare queste informazioni in una posizione esterna al sito a scopo di riferimento e di reinstallare il sistema operativo, se necessario. Un utente può quindi avviare un aggiornamento all'edizione per la quale è stata acquistata la licenza tramite componenti memorizzati sul disco rigido dall'OEM del personal computer, tramite un DVD Anytime Upgrade fornito dall'OEM o tramite un supporto di installazione retail compatibile con Anytime aggiornamento. Se nessuna di queste opzioni era disponibile, Anytime Upgrade offriva un'opzione per un utente di acquistare un DVD online e farlo recapitare per posta.
Microsoft ha inoltre rilasciato pacchetti per la vendita di Anytime Upgrade. I prodotti al dettaglio sono stati resi disponibili durante il lancio da parte dell'utente di Windows Vista il 30 gennaio 2007. La versione iniziale di questi prodotti includeva solo una licenza di aggiornamento, ma questa è stata successivamente modificata nel maggio 2007 per includere sia un DVD che una licenza di prodotto. Nel tentativo di semplificare il processo di aggiornamento, Microsoft ha annunciato che la distribuzione delle licenze digitali sarebbe cessata il 20 febbraio 2008; le licenze acquistate prima di questa data non saranno interessate. A seguito di questo cambiamento, gli utenti sarebbero tenuti ad acquistare il suddetto pacchetto al dettaglio al fine di utilizzare la funzionalità Anytime Upgrade e Windows Vista Service Pack 1 ha omesso l'opzione per acquistare una licenza online. I DVD per Anytime Upgrade sono stati prodotti solo per Windows Vista.
Ogni volta che l'aggiornamento di Windows Vista esegue una reinstallazione completa della nuova edizione del prodotto mantenendo i dati, i programmi e le impostazioni dell'utente. Questo processo può richiedere molto tempo, fino a poche ore.

### Versione di Windows 7
Anytime Upgrade in Windows 7 non esegue più una reinstallazione completa di Windows. I componenti per le versioni aggiornate sono invece preinstallati direttamente nel sistema operativo; un risultato notevole di questo cambiamento è che la velocità del processo di aggiornamento è stata notevolmente aumentata. Microsoft ha dichiarato che un aggiornamento dovrebbe richiedere circa 10 minuti. Anytime Upgrade inoltre non richiede supporti fisici o software aggiuntivo. Invece, Windows 7 richiede a un utente di acquistare una licenza online, in modo simile alla funzionalità iniziale che è stata successivamente rimossa da Windows Vista a partire da Service Pack 1. Microsoft pubblicherebbe anche il pacchetto Anytime Upgrade per Windows 7 al dettaglio. La confezione, tuttavia, includerebbe solo una licenza per l'edizione da aggiornare, poiché Anytime Upgrade nel sistema operativo non richiede supporti fisici.

## Disponibilità regionale
Quando è stato annunciato, Anytime Upgrade era disponibile negli Stati Uniti, Canada, EMEA, Unione Europea, Norvegia, Svizzera e Giappone, con Microsoft che dichiarava che la disponibilità del programma si sarebbe espansa dopo il lancio di Windows Vista. il pacchetto in versione inglese per Anytime Upgrade è stato reso disponibile al lancio da parte dei consumatori di Windows Vista per le regioni del Nord America e dell'Asia-Pacifico.
Nel 2009, Ars Technica ha riferito che il pacchetto per la vendita di Anytime Upgrade per Windows 7 poteva essere disponibile solo in regioni senza accesso a Internet a banda larga o in cui il pacchetto al dettaglio non era idoneo per essere offerto. Ogni volta che l'aggiornamento era disponibile per Windows 7 in determinate regioni.